# Casore del Monte
Casore del Monte è una frazione del comune italiano di Marliana, nella provincia di Pistoia, in Toscana.

## Geografia fisica
Il paese si trova lungo il crinale che da Femminamorta arriva fino a Serravalle Pistoiese e che fa da spartiacque tra i bacini idrografici del torrente Nievole a ovest, e del Vincio di Montagnana, tributario dell'Ombrone Pistoiese, a est. Questa posizione privilegiata fa dell'antico centro una sorta di terrazza naturale da cui si gode una vista eccezionale, a 360 gradi, che va dalla pianura della Grande Valdinievole e della Lucchesia fino a Livorno a ovest, al Montalbano, al Padule di Fucecchio e alla bassa Valle dell'Arno a sud, alla pianura pistoiese, pratese e fiorentina a est, ai contrafforti delle montagne appenniniche a nord. Quando è sereno, si può scorgere il Campanile di Giotto e la Cupola del Brunelleschi a Firenze, il Monte Amiata e l'Alto Tirreno con alcune isole dell'Arcipelago Toscano.
A Casore si giunge dalla strada che proviene da Ponte di Serravalle e che segue tutto l'alto corso del torrente Nievole, oppure da Pistoia, dalla strada che segue il corso del torrente Vincio, infine da un vicinissimo bivio che si trova sulla strada che da Pistoia porta a Femminamorta; Casore è collegato anche a Marliana.
Da Casore si dipartono, in mezzo a castagneti anche di alto fusto, numerosi sentieri di trekking ben tenuti, nelle direzioni più disparate: Avaglio e Panicagliora, Femminamorta e Prunetta, Marliana, Castellina.

## Storia
Il territorio montano tra le attuali province di Pistoia e Modena era popolato fino dalla preistoria da un'antica popolazione preindoeuropea, i Liguri Friniati, come è testimoniato dai ben 13 toponimi ancora esistenti nel solo comune di Marliana. 
Dei loro insediamenti sopravvivono ai giorni nostri solo i nomi dei paesi di Panicagliora, Avaglio, Cireglio, Piteglio, Popiglio ed altri, tutti con il suffisso "gl" e vicini a Casore del Monte. 
Questo territorio era attraversato, sin da epoche remote, da strade che dalla Pianura Padana e dai passi della dorsale appenninica portavano, attraverso la montagna pistoiese, verso la piana dell'Ombrone e della Nievole, in Etruria. Perfino il condottiero cartaginese Annibale, nel 217 a.C., nel corso della seconda guerra punica, dopo avere attraversato l'Appennino Tosco-Emiliano provenendo da Nord, reduce dagli scontri vittoriosi con i Romani, forse guidato dagli stessi Liguri, tra le varie ipotesi, potrebbe essere sceso proprio lungo il crinale dove poi venne costruito il paese di Casore del Monte. 
Terminate le guerre annibaliche, sempre lo storico Tito Livio racconta che il Console romano Caio Flaminio, a capo di un esercito, nel 187 a.C., per liberare definitivamente i valichi appenninici, divenuti importanti per consolidare le conquiste verso Nord, sconfisse i Liguri Friniati e li scacciò oltre le pendici del Monte Auginum, cioè oltre l'attuale Monte Cimone che domina il Frignano.
La romanizzazione del territorio è provata anche dai nomi di alcune località della zona: Marliana deriverebbe forse da Marilius; Momigno da Maminius. Questi nomi di persone fanno dedurre che esistevano appezzamenti di terreno attribuiti a soldati per compensarli della colonizzazione di nuove terre o della loro partecipazione agli eventi bellici. Casore deriverebbe invece dal nome di casa.
Dopo l'invasione della lucchesia da parte dei Longobardi, nel VI secolo d.C., il territorio si trovò proprio a ridosso della linea di difesa predisposta dai Bizantini per fronteggiare l'avanzata dei nemici verso Est, lungo un limes Nord-Sud che dalla Montagna Pesciatina e dalla Pieve di Sant'Andrea di Furfalo si prolungava fino al Montalbano. Forse è di questa epoca la costruzione dei primissimi insediamenti difensivi di Casore del Monte.
Successivamente i Longobardi ebbero la meglio ed occuparono Pistoia che divenne una città regia, e la sua montagna, compresa la zona di Casore del Monte.
Dopo un periodo di pace al tempo dei carolingi, iniziarono in epoca comunale contese ed aspri scontri quando il territorio marlianese divenne l'avamposto di Pistoia verso i territori lucchesi. Fu per questa ragione che probabilmente fu costruito nel XII secolo un fortilizio a Casore del Monte che nel 1177 fu assediato e poi distrutto dalle schiere lucchesi provenienti dalla Valdinievole. 
All'inizio del Duecento, nella parte più elevata dell'abitato, fu costruito un vero e proprio castello, come si può desumere dall'attuale struttura urbanistica circolare del paese, con al centro la torre di guardia chiusa da una muraglia in pietra. Probabilmente, in un periodo successivo, fu costruita accanto alla torre una cappella e la torre fu allora trasformata in campanile: ancora oggi questo però mostra la funzione difensiva primitiva.
Chiesa e campanile si trovano nella parte più alta dell'abitato, dove veniva generalmente collocata la rocca, ovvero l'ultimo rifugio in caso di capitolazione delle mura cittadine.
Seguì un periodo relativamente tranquillo, durante il quale furono strappati al bosco sempre nuovi terreni da destinare alle colture per far fronte al continuo incremento della popolazione.
Nel 1319 Marliana e gli altri castelli della sua montagna vennero incendiati ed occupati dai soldati al comando del condottiero lucchese di parte ghibellina Castruccio Castracani degli Antelminelli. Alla morte improvvisa di questi, il territorio passò sotto il controllo del Comune di Pistoia.
Nel corso del XIV secolo tutta la montagna pistoiese ed anche marlianese fu coinvolta nelle sanguinose lotte fratricide tra i Guelfi bianchi e Guelfi neri e tra le fazioni dei Panciatichi e Cancellieri.
Nel 1348 anche la popolazione di Casore del Monte fu quasi dimezzata dall'epidemia di peste nera e nel 1400 morì nuovamente circa un quarto della popolazione a causa dell'epidemia di peste bubbonica; ad accrescere i lutti contribuirono anche ben sette carestie verificatesi nel corso del XIV secolo. 
Sempre nel corso del Trecento Casore del Monte passò insieme alla “Montagna Alta” pistoiese ed al Comune di Pistoia, sotto il dominio di Firenze.
Dopo la crisi demografica protrattasi per parte del XV secolo, dovuta alle precedenti pestilenze e carestie, la popolazione riprese a crescere e continuò sino all'inizio del XIX secolo.
Nella seconda metà del XVI secolo fu istituita la Cancelleria e tutto il territorio del distretto pistoiese fu distribuito in tre podesterie: la comunità di Casore del Monte fu assegnata alla Podesteria di Serravalle Pistoiese.

## Monumenti e luoghi d'interesse
Casore ha come principale elemento d'interesse la chiesa di San Bartolomeo, alcune parti della quale sono documentate nel XIII secolo. Il relativo campanile è precedente e fu ricavato dalla torre di guardia dell'antico castello prima esistente nella parte più elevata del borgo
A sud di Casore del Monte si trova il piccolo borgo di Campore, da cui passava l'antica strada che dalla valle della Nievole saliva a Casore del Monte e poi continuava verso i passi appenninici. In questo borgo è situato un piccolo oratorio campestre intitolato a Santa Maria delle Grazie, ma conosciuto localmente come "oratorio del Crociato". Due antiche lapidi all'interno spiegano che tale Oliviero Francescani avrebbe fatto costruire l'oratorio di ritorno dalla prima crociata in Terrasanta, per ringraziare la Madonna di averlo fatto tornare a casa sano e salvo. L'immagine miracolosa della Madonna fu collocata dal crociato e viene da Corfù.

## Cultura

### Eventi
A Casore del Monte si svolgono ogni anno numerose sagre e feste paesane che attraggono molti turisti: la festa degli Spaventapasseri; il Paese in Fiore; la Festa dell'Uva; la Festa dei Patroni San Bartolomeo e San Rocco; la Festa del Grano; la Festa dell'Arista ed altre.

## Economia
Nel passato l'economia di Casore del Monte era basata sull'agricoltura, sull'allevamento del bestiame, sulla silvicoltura e soprattutto sulla castanicoltura.
La scarsa fertilità dei terreni di montagna,  sabbiosi e calestrosi, con scarso strato arabile, ha limitato lo sviluppo dell'agricoltura locale: le produzioni erano rappresentate da poco di grano, orzo o segale, patate, fagioli, ortaggi e fieno. A ciò si aggiungevano le castagne, disseccate nel metato, da cui con la macinazione si ricavava la farina dolce per fare necci, castagnacci e polenta dolce. Questi alimenti costituivano la base dell'alimentazione dei montanari, tanto che studiosi di storia economica hanno definito l'assetto economico-produttivo locale economia del castagno, tenendo presenti anche le altre numerose utilizzazioni dei castagneti, che oltre ai frutti fornivano legna da ardere, legname da opera per l'artigianato del mobile rustico, tavole e morali per l'edilizia, paleria, fascine, nonché miele fornito dall'apicoltura condotta nei castagneti fioriti. Una parte della legna veniva poi trasformata in carbone dolce, cioè di carbonaia: infatti anche nei boschi intorno al paese le carbonaie fumavano in ogni stagione, come del resto in gran parte dell'Appennino tosco-emiliano. Spesso i carbonai del luogo producevano carbone anche nel Meridione e in Sardegna, ma anche in Francia e in Corsica.  Poi vi erano i prodotti dell'allevamento soprattutto ovino, ma anche bovino e di bassa corte: forniva latte, burro, formaggio, ricotta, carne e lana.
Alle quote più basse, veniva prodotto anche un poco di olio e di vino.
Un apporto di una certa importanza lo fornivano la raccolta dei funghi e dei piccoli frutti, nonché gli alberi da frutto.
Negli ultimi decenni anche Casore del Monte è stato afflitto dai fenomeni dell'emigrazione all'estero, dello spopolamento montano e dell'invecchiamento della popolazione residente.
Mentre però le altre risorse economiche diminuivano d'importanza, le attrattive dell'antico borgo, dopo la fine della seconda guerra mondiale, incoraggiavano il turismo e la costruzione di seconde case. Da diversi anni il paese è divenuto così un centro di villeggiatura, grazie anche alla sua facile accessibilità: si raggiunge da Pistoia, da Pescia e da Montecatini Terme in meno di 30 minuti di macchina o di bus; in poco più di un'ora si può arrivare da Firenze e da Lucca. L'antico borgo in pietra eretto sul crinale e circondato da estesi castagneti rappresenta per i turisti la meta ideale per la gita di una giornata nel verde, lontani dallo smog e dal caos delle pianure: infatti offre ospitalità, agriturismo,  relax, svago, convivialità, servizi di ristorazione e di trasporto di linea; può essere prescelto, per vacanze di più giorni, come base di partenza per visitare la Toscana settentrionale e la montagna pistoiese. Il panorama che si può ammira dal paese è vasto; il clima è rinomato: la relativa vicinanza al mare assicura temperature miti d'inverno e fresche d'estate. Numerosi anche i sentieri ed i percorsi di trekking che collegano il paese a varie località di interesse naturalistico, storico ed artistico: a pochi chilometri di distanza ci sono Macchia Antonini, Femminamorta, Avaglio, Panicagliora, Marliana. Con l'auto si raggiungono bene anche Piteglio, Vellano, Prunetta, Abetone, Cutigliano, San Marcello Pistoiese, Serra Pistoiese, tutta la Valleriana ed in generale tutta la Valdinievole e la pianura pistoiese.
A Casore del Monte vengono organizzati eventi e fiere che attraggono turisti e visitatori non solo dalla provincia di Pistoia.